# Alfonso Maria dello Spirito Santo
Alfonso Maria Mazurek (Baranówka, 1º marzo 1891 – Nawojowa Góra, 28 agosto 1944) è stato un presbitero polacco.

## Biografia
Nato Józef Mazurek si diplomò al liceo locale ed entrò nel seminario dei Carmelitani Scalzi di Wadowice e nel 1908 nel noviziato a Czerna, prendendo il nome di Alfonso Maria dello Spirito Santo. Studiò teologia e filosofia a Cracovia, Linz e Vienna, e lì nella cattedrale di Santo Stefano, il 16 luglio 1916, fu ordinato sacerdote.
Divenne professore e rettore del seminario carmelitano e direttore del terziario del monastero di Wadowice. Nel 1930 fu nominato priore del monastero di Czerna e nel 1936 divenne il primo visitatore delle comunità carmelitane in Polonia. Fra i suoi scritti ci sono alcuni statuti dell'Ordine oltre che diversi inni.
Separato dalla comunità monastica che era stata costretta a scavare delle trincee presso il villaggio di Rudawa, morì il 28 agosto 1944, ucciso a colpi di arma da fuoco da un soldato delle SS.
È stato beatificato da papa Giovanni Paolo II il 13 giugno 1999 a Varsavia insieme ad altri 107 martiri polacchi della seconda guerra mondiale.
Le reliquie del beato Alfonso si trovano nella chiesa dei Carmelitani Scalzi a Wadowice.